# Slalok Mountain
Slalok Mountain är ett berg i Kanada.   Det ligger i provinsen British Columbia, i den sydvästra delen av landet, 3 500 km väster om huvudstaden Ottawa. Toppen på Slalok Mountain är 2 605 meter över havet, eller 288 meter över den omgivande terrängen. Bredden vid basen är 1,6 km.
Terrängen runt Slalok Mountain är huvudsakligen bergig, men österut är den kuperad. Trakten runt Slalok Mountain är nära nog obefolkad, med mindre än två invånare per kvadratkilometer.. Det finns inga samhällen i närheten. 
I omgivningarna runt Slalok Mountain växer i huvudsak barrskog.